# Euthalia elicius
Euthalia elicius är en fjärilsart som beskrevs av De Nicéville 1890. Euthalia elicius ingår i släktet Euthalia och familjen praktfjärilar. Inga underarter finns listade i Catalogue of Life.